# Tmetothylacus
Tmetothylacus is een geslacht van zangvogels uit de familie van de kwikstaarten en piepers (Motacillidae). Het geslacht telt één soort.

## Soorten
- Tmetothylacus tenellus – Gouden pieper